# Cruciata mixta
Cruciata mixta är en måreväxtart som beskrevs av Friedrich Ehrendorfer och Schönb.-tem.. Cruciata mixta ingår i släktet korsmåror, och familjen måreväxter. Inga underarter finns listade i Catalogue of Life.